# Salvatore Burrai

Salvatore Burrai (Sassari, 26 maggio 1987) è un calciatore italiano, centrocampista della Dolomiti Bellunesi.

## Carriera

### Club

#### Inizi
Cresciuto nelle giovanili del Cagliari, fa il suo esordio, a 19 anni, in prima squadra nella stagione 2006-07, giocando pochi minuti in Coppa Italia nella vittoria per 1-0 nell'agosto 2006 contro il Cuneo. Nel maggio successivo invece, entra per la prima volta in Serie A, subentrando su Davide Biondini al minuto 82. Questa la sua unica gara nel massimo campionato italiano prima di essere mandato in prestito al Manfredonia, militante in Prima Divisione. Con i pugliesi realizza anche il suo primo gol da professionista, suo il gol dell'1-0 finale al minuto 90 contro il Legnano. A prestito finito, torna a giocare in Sardegna, anche stavolta scendendo in campo per un breve scorcio di partita di Serie A, prima di un prestito semestrale alla Ternana. Con i rossoverdi disputa cinque gare. Nel 2009-2010, è in prestito stagionale alla Cremonese, conquista un terzo posto finale, disputando anche i playoff per la B (finiti poi con l'eliminazione nella doppia gara contro il Varese). Il 23 luglio 2010 passa a titolo definitivo al Foggia per poco più di 200.000 euro. I rossoneri sotto la guida del tecnico Zdeněk Zeman, chiudono il campionato al sesto posto.

#### Ritorno a Cagliari, Latina e Modena
Torna poi nuovamente a Cagliari, a titolo definitivo. Nel gennaio 2012 è acquistato così dal Latina (con un riscatto di 500 euro). Con i nerazzurri ottiene una grande promozione in Serie B, vincendo anche la Coppa Italia di Lega Pro, la prima della sua carriera e della storia del club laziale. Nel 2013 viene comprato dal Modena, militante in Serie B. L'8 settembre successivo, Walter Novellino, allenatore degli emiliani decide così di farlo esordire contro il Cittadella alla terza di campionato come terzo sostituto (al minuto 84).

#### Monza, Juve Stabia e Siena
Nel 2014 viene ingaggiato dal Monza. Con i biancorossi gioca per 5 mesi prima di essere svincolato nel dicembre successivo. La Juve Stabia così, dopo nemmeno un mese, lo ingaggia a parametro zero. Con i campani disputa 10 gare di campionato (4º posto nel girone C di Lega Pro) e i preliminari play-off senza ottenere però l'obiettivo promozione. Il 28 luglio 2015 passa al Siena. Con i bianconeri ritorna al gol, segnando sia in Coppa Italia di categoria che in campionato (suo il primo gol nella vittoria esterna per 1-2 contro L'Aquila Calcio) e serve inoltre sei assist.

#### Pordenone e Perugia
Il 1º luglio 2016 firma un biennale con il Pordenone. Nel dicembre 2017 gioca contro l'Inter in Coppa Italia, valevole per gli ottavi di finale, gara poi persa ai rigori per 5-4. Alla fine della stagione 2018-2019 insieme al club friulano vince il Girone B di Serie C, ottenendo una storica promozione, la prima nella storia del club in cadetteria. Nel maggio successivo conquista anche la Supercoppa di Serie C dopo un pari contro la Virtus Entella e la vittoria contro la Juve Stabia, una delle sue ex squadre. Il 5 ottobre 2019 segna il suo primo gol in Serie B, siglando il rigore del momentaneo 1-0 contro l'Empoli (2-0 finale). A fine stagione, conquistando il 4º posto assoluto, disputa i play-off per la A, uscendo però nello scontro con il Frosinone.
Dopo quattro stagioni in neroverde, a settembre 2020 viene acquistato dal Perugia, retrocesso in Serie C.
Il 15 luglio 2022, fa ritorno al Pordenone.

#### Mantova e Dolomiti Bellunesi
In seguito al fallimento del Pordenone al termine della stagione 2022-2023, il 18 luglio 2023 Burrai si unisce da svincolato al Mantova, con cui firma un contratto biennale. Al termine della stagione da capitano vince il campionato che sancisce il ritorno del Mantova in Serie B.
L'8 agosto 2025 firma con la Dolomiti Bellunesi, neopromosso in Serie C.

### Nazionale
Ha fatto parte della selezione Under-20 italiana per un totale di 6 partite spalmate tra il 2006 e il 2008.

## Statistiche

### Presenze e reti nei club
Statistiche aggiornate al 13 maggio 2025.
| Stagione         | Squadra            | Campionato       | Campionato | Campionato | Coppe nazionali | Coppe nazionali | Coppe nazionali | Coppe continentali | Coppe continentali | Coppe continentali | Altre coppe | Altre coppe | Altre coppe | Totale | Totale |
| Stagione         | Squadra            | Comp             | Pres       | Reti       | Comp            | Pres            | Reti            | Comp               | Pres               | Reti               | Comp        | Pres        | Reti        | Pres   | Reti   |
| ---------------- | ------------------ | ---------------- | ---------- | ---------- | --------------- | --------------- | --------------- | ------------------ | ------------------ | ------------------ | ----------- | ----------- | ----------- | ------ | ------ |
| 2006-2007        | Cagliari           | A                | 1          | 0          | CI              | 2               | 0               | -                  | -                  | -                  | -           | -           | -           | 3      | 0      |
| 2007-2008        | Manfredonia        | C1               | 23         | 1          | CI-C            | 0               | 0               | -                  | -                  | -                  | -           | -           | -           | 23     | 1      |
| 2008-gen. 2009   | Cagliari           | A                | 1          | 0          | CI              | 1               | 0               | -                  | -                  | -                  | -           | -           | -           | 2      | 0      |
| gen.-giu. 2009   | Ternana            | 1D               | 5          | 0          | CI-LP           | -               | -               | -                  | -                  | -                  | -           | -           | -           | 5      | 0      |
| 2009-2010        | Cremonese          | 1D               | 10+3       | 0          | CI              | 1               | 0               | -                  | -                  | -                  | -           | -           | -           | 14     | 0      |
| 2010-2011        | Foggia             | 1D               | 26         | 0          | CI-LP           | 1               | 0               | -                  | -                  | -                  | -           | -           | -           | 27     | 0      |
| 2011-gen. 2012   | Cagliari           | A                | -          | -          | CI              | -               | -               | -                  | -                  | -                  | -           | -           | -           | 0      | 0      |
| Totale Cagliari  | Totale Cagliari    | Totale Cagliari  | 2          | 0          |                 | 3               | 0               |                    | -                  | -                  |             | -           | -           | 5      | 0      |
| gen.-giu. 2012   | Latina             | 1D               | 13+2       | 1+2        | CI+CI-LP        | -               | -               | -                  | -                  | -                  | -           | -           | -           | 15     | 3      |
| 2012-2013        | Latina             | 1D               | 22+3       | 1+1        | CI+CI-LP        | 0+9             | 0+3             | -                  | -                  | -                  | -           | -           | -           | 34     | 5      |
| Totale Latina    | Totale Latina      | Totale Latina    | 35+5       | 2+3        |                 | 9               | 3               |                    | -                  | -                  |             | -           | -           | 49     | 8      |
| 2013-2014        | Modena             | B                | 9+3        | 0          | CI              | -               | -               | -                  | -                  | -                  | -           | -           | -           | 12     | 0      |
| 2014-gen. 2015   | Monza              | LP               | 12         | 0          | CI+CI-LP        | 2+1             | 0               | -                  | -                  | -                  | -           | -           | -           | 15     | 0      |
| gen.-giu. 2015   | Juve Stabia        | LP               | 10+1       | 0          | CI+CI-LP        | 0+1             | 0               | -                  | -                  | -                  | -           | -           | -           | 12     | 0      |
| 2015-2016        | Siena              | LP               | 23         | 1          | CI-LP           | 5               | 2               | -                  | -                  | -                  | -           | -           | -           | 28     | 3      |
| 2016-2017        | Pordenone          | LP               | 31+3       | 5+0        | CI+CI-LP        | 2+0             | 0               | -                  | -                  | -                  | -           | -           | -           | 36     | 5      |
| 2017-2018        | Pordenone          | C                | 32+1       | 4+0        | CI+CI-C         | 5+0             | 3+0             | -                  | -                  | -                  | -           | -           | -           | 38     | 7      |
| 2018-2019        | Pordenone          | C                | 35         | 7          | CI+CI-C         | 1+0             | 1+0             | -                  | -                  | -                  | SC-C        | 2           | 0           | 38     | 8      |
| 2019-2020        | Pordenone          | B                | 34+2       | 5+0        | CI              | 1               | 0               | -                  | -                  | -                  | -           | -           | -           | 37     | 5      |
| 2020-2021        | Perugia            | C                | 27         | 3          | CI              | 1               | 0               | -                  | -                  | -                  | SC-C        | 1           | 0           | 29     | 3      |
| 2021-2022        | Perugia            | B                | 33+1       | 2+0        | CI              | 2               | 0               | -                  | -                  | -                  | -           | -           | -           | 36     | 2      |
| Totale Perugia   | Totale Perugia     | Totale Perugia   | 60+1       | 5          |                 | 3               | 0               |                    | -                  | -                  |             | 1           | 0           | 65     | 5      |
| 2022-2023        | Pordenone          | C                | 36+2       | 2+1        | CI-C            | -               | -               | -                  | -                  | -                  | -           | -           | -           | 38     | 3      |
| Totale Pordenone | Totale Pordenone   | Totale Pordenone | 168+8      | 23+1       |                 | 9               | 4               |                    | -                  | -                  |             | 2           | 0           | 187    | 28     |
| 2023-2024        | Mantova            | C                | 31         | 4          | CI-C            | 0               | 0               | -                  | -                  | -                  | SC-C        | 2           | 0           | 33     | 4      |
| 2024-2025        | Mantova            | B                | 27         | 1          | CI              | 2               | 0               | -                  | -                  | -                  | -           | -           | -           | 29     | 1      |
| Totale Mantova   | Totale Mantova     | Totale Mantova   | 58         | 5          |                 | 2               | 0               |                    | -                  | -                  |             | 2           | 0           | 62     | 5      |
| 2025-2026        | Dolomiti Bellunesi | C                | 0          | 0          | CI-C            | 0               | 0               | -                  | -                  | -                  | -           | -           | -           | 0      | 0      |
| Totale carriera  | Totale carriera    | Totale carriera  | 441+21     | 37+4       |                 | 37              | 9               |                    | -                  | -                  |             | 5           | 0           | 504    | 50     |

## Palmarès

### Club

#### Competizioni nazionali
- Coppa Italia Serie C: 1

Latina: 2012-2013
- Serie C: 3

Pordenone: 2018-2019 (girone B)
Perugia: 2020-2021 (girone B)
Mantova: 2023-2024 (girone A)
- Supercoppa di Serie C: 1

Pordenone: 2019